# Aeroregional Perú
Aeroregional Perú es un proyecto para crear una aerolínea local en Perú, filial de la ecuatoriana Aeroregional, que fue creada en marzo de 2023. Por el momento, la empresa está pendiente de recibir el certificado de operador aéreo para vuelos regulares por parte de la Dirección General de Aeronáutica Civil de Perú.

## Destinos planeados
Aeroregional Perú tiene en la actualidad permiso para operar vuelos no regulares de pasajeros, carga y correo entre los siguientes destinos:
| Destinos         | Provincias       | Departamentos | Aeropuertos                                                      |
| ---------------- | ---------------- | ------------- | ---------------------------------------------------------------- |
| Andahuaylas      | Andahuaylas      | Apurímac      | Aeropuerto de Andahuaylas                                        |
| Anta/Huaraz      | Carhuaz/ Huaraz  | Áncash        | Aeropuerto Comandante FAP Germán Arias Graziani                  |
| Arequipa         | Arequipa         | Arequipa      | Aeropuerto Internacional Rodríguez Ballón                        |
| Ayacucho         | Huamanga         | Ayacucho      | Aeropuerto Coronel FAP Alfredo Mendivil Duarte                   |
| Cajamarca        | Cajamarca        | Cajamarca     | Aeropuerto Mayor General FAP Armando Revoredo Iglesias           |
| Chachapoyas      | Chachapoyas      | Amazonas      | Aeropuerto de Chachapoyas                                        |
| Chiclayo         | Chiclayo         | Lambayeque    | Aeropuerto Internacional Capitán FAP José A. Quiñones            |
| Chimbote         | Santa            | Áncash        | Aeropuerto Teniente FAP Jaime Montreuil Morales                  |
| Cuzco            | Cuzco            | Cuzco         | Aeropuerto Internacional Alejandro Velasco Astete                |
| Echarate         | La Convención    | Cuzco         | Aeródromo Kiteni                                                 |
| Huánuco          | Huánuco          | Huánuco       | Aeropuerto Alf. FAP David Figueroa Fernandini                    |
| Ilo              | Ilo              | Moquegua      | Aeropuerto de Ilo                                                |
| Iquitos          | Maynas           | Loreto        | Aeropuerto Internacional Coronel FAP Francisco Secada Vignetta   |
| Jaén             | Jaén             | Cajamarca     | Aeropuerto de Jaén                                               |
| Jauja            | Jauja            | Junín         | Aeropuerto Francisco Carlé                                       |
| Juliaca          | San Román        | Puno          | Aeropuerto Internacional Inca Manco Cápac                        |
| Lima/Callao      | Lima/ Callao     | Lima/ Callao  | Aeropuerto Internacional Jorge Chávez (hub principal)            |
| Megantoni        | La Convención    | Cuzco         | Aeródromo Las Malvinas                                           |
| Pisco            | Pisco            | Ica           | Aeropuerto Capitán FAP Renán Elías Olivera (hub secundario)      |
| Piura            | Piura            | Piura         | Aeropuerto Internacional Capitán FAP Guillermo Concha Iberico    |
| Puerto Maldonado | Tambopata        | Madre de Dios | Aeropuerto Internacional de Puerto Maldonado                     |
| Pucallpa         | Coronel Portillo | Ucayali       | Aeropuerto Internacional Capitán FAP David Abensur Rengifo       |
| Rioja            | Rioja            | San Martín    | Aeropuerto Juan Simons Vela                                      |
| Tacna            | Tacna            | Tacna         | Aeropuerto Internacional Coronel FAP Carlos Ciriani Santa Rosa   |
| Talara           | Talara           | Piura         | Aeropuerto Internacional Capitán FAP Víctor Montes Arias         |
| Tarapoto         | San Martín       | San Martín    | Aeropuerto Cadete FAP Guillermo del Castillo Paredes             |
| Tingo María      | Leoncio Prado    | Huánuco       | Aeropuerto de Tingo María                                        |
| Trujillo         | Trujillo         | La Libertad   | Aeropuerto Internacional Capitán FAP Carlos Martínez de Pinillos |
| Tumbes           | Tumbes           | Tumbes        | Aeropuerto Capitán FAP Pedro Canga Rodríguez                     |
| Yurimaguas       | Alto Amazonas    | Loreto        | Aeropuerto Moisés Benzaquen Rengifo                              |

Además, puede operar vuelos chárter internacionales entre Perú y los siguientes países:
- América del Norte: México.
- América Central y el Caribe: Bahamas, Barbados, Belice, Cuba, Costa Rica, Guatemala, Honduras, Jamaica, Nicaragua, El Salvador, Haití, Panamá, República Dominicana, Santa Lucía.
- América del Sur: Argentina, Bolivia, Brasil, Colombia, Chile, Ecuador, Paraguay, Uruguay y Venezuela.
- África: Angola, Argelia, Benín, Botsuana, Burkina Faso, Burundi, Cabo Verde, Camerún, Chad, Comoras, Costa de Marfil, Yibuti, Egipto, Eritrea, Etiopía, Gabón, Gambia, Ghana, Guinea, Guinea-Bisáu, Guinea Ecuatorial, Kenia, Lesoto, Liberia, Libia, Madagascar, Malawi, Mali, Marruecos, Mauricio, Mauritania, Mozambique, Namibia, Níger, Nigeria, República Centroafricana, República del Congo, República Democrática del Congo, Ruanda, Santo Tomé y Príncipe, Senegal, Seychelles, Sierra Leona, Somalia, Sudáfrica, Sudán, Suazilandia, Tanzania, Togo, Túnez, Uganda, Zambia y Zimbabue.
- Asia: Arabia Saudita, Armenia, Azerbaiyán, Baréin, Bangladés, Brunei, Bután, Camboya, China, Chipre, Corea del Norte, Corea del Sur, Emiratos Árabes Unidos, Filipinas, Georgia, Hong Kong, India, Indonesia, Irak, Israel, Japón, Jordania, Kazajistán, Kuwait, Laos, Líbano, Macao, Malasia, Maldivas, Mongolia, Myanmar, Nepal, Omán, Pakistán, Qatar, Singapur, Siria, Sri Lanka, Tailandia, Taiwán, Tayikistán, Timor Oriental, Turquía, Uzbekistán, Vietnam y Yemen.
- Europa: Alemania, Austria, Albania, Andorra, Bielorrusia, Bosnia y Herzegovina, Bulgaria, Bélgica, Croacia, Dinamarca, Eslovaquia, Eslovenia, Estonia, España, Finlandia, Francia, Grecia, Hungría, Islandia, Italia, Liechtenstein, Lituania, Luxemburgo, Letonia, Macedonia del Norte, Malta, Moldavia, Mónaco, Noruega, Países Bajos (Holanda, Antillas, Aruba), Polonia, Portugal, Reino Unido, República Checa, Rumanía, Rusia, San Marino, Suecia, Suiza, Turquía, Ucrania, Montenegro y Serbia.
- Oceanía: Australia, Estados Federados de Micronesia, Fiyi, Islas Marshall, Islas Salomón, Kiribati, Nauru, Nueva Zelanda, Palaos, Papúa Nueva Guinea, Samoa, Tonga y Vanuatu.

## Flota autorizada
Aeroregional Perú puede operar los siguientes modelos de aeronaves: Boeing 737-300, Boeing 737-400, Boeing 737-500, Boeing 737-700, Boeing 737-800 y Boeing 767-200.